# Огнеупорность
Огнеупорность — техническая характеристика материала.
Огнеупорностью называют свойство материала противостоять, не расплавляясь, воздействию высоких температур.
Огнеупорность материала определяют как температуру деформации образца — пироскопа определённых размеров при определённых условиях нагревания.
Огнеупорность выражают через температуру, при которой образец из данного материала (трёхгранная усечённая пирамида высотой 30 мм со сторонами оснований 8 и 2 мм), наклоняясь в результате размягчения, касается своей верхней частью поверхности подставки. По огнеупорности строительные материалы делятся на огнеупорные, выдерживающие температуры 1580 и выше (шамот, динас); тугоплавкие — 1350—1580 °C (огнеупорный кирпич); легкоплавкие — ниже 1350 °C (кирпич глиняный обыкновенный).
При нагревании образца происходит накопление в нём жидкой фазы (расплава), а также снижается вязкость этого расплава и эффективная вязкость всего образца, при определённой температуре происходит деформация образца, эта температура и называется его температурой огнеупорности или просто огнеупорностью.
При определении огнеупорности по ГОСТ 4069—69, температуре огнеупорности приблизительно соответствует эффективная вязкость материала образца, равная 1000 Па·с.